# Veit Amerbach
Veit Amerbach, auch Amerpach, Trolman, Vitus Amerpachius (* um 1503 in Wemding; † 13. September 1557 in Ingolstadt), war ein deutscher Gelehrter und Humanist.

## Leben
Veit Trollmann wurde als Sohn des Bauers Hans Trollmann († um 1520) geboren. Bis zu seinem 14. Lebensjahr besuchte er in seiner Heimatstadt Wemding an der Weth die Lateinschule und ging dann zum Studium an die Universität Ingolstadt. Am 7. Juli 1521 immatrikulierte er sich an der Universität Freiburg im Breisgau. Im folgenden Jahr wechselte er an die Universität Wittenberg, wo er dem Reformator Martin Luther und dem Humanisten Philipp Melanchthon begegnete, die seinen weiteren Lebensweg prägten. Durch die Vermittlung Luthers wurde er 1528 Lehrer an der Lateinschule in Eisleben, wo er mit Johann Agricola Eisleben in Verbindung kam. 1528 hatte man die Wittenberger Universität Leucorea aufgrund der Pest nach Jena verlegt. Dort setzte er seine philosophischen Studien fort, die am 12. Dezember 1529 mit dem Erwerb des Magistergrades ihren Abschluss fanden. 1529 heiratete er Elisabeth; aus der Ehe gingen elf Kinder hervor.
Als Magister legte er sich einen lateinischen Gelehrtennamen zu (Vitus = Veit, Amerpachius nach Amerbach bei Wemding, dem Herkunftsort seines Vaters). 1530 wurde Amerbach in den Senat der artistischen Fakultät der Universität Wittenberg aufgenommen, war 1532, sowie im Wintersemester 1538/39 Dekan der Artistenfakultät und wurde – nachdem er 1529 am Pädagogium eine Professur versehen hatte – 1535 Professor für Physik. Luther und Gregor Brück sandten ihn 1541 in das sächsische Konsistorium zur Mitwirkung am landesherrlichen Kirchenregiment. Beim eingehenden Studium der Kirchenväter gelangte Amerbach zu einem anderen Ergebnis, so dass Meinungsverschiedenheiten zum reformatorischen Gedankengut entstanden, besonders hinsichtlich der Lehre von der Rechtfertigung und der des päpstlichen Primats. Daraufhin erschien 1542 seine Gegenschrift zu Philipp Melanchthons „Commentarius de anima“.
1543 verließ Amerpachius Wittenberg und kehrte mit Frau und Kindern zur katholischen Kirche zurück. Daraufhin erhielt er durch den Fürstbischof Moritz von Hutten (1539–52) eine Anstellung an der Domschule zu Eichstätt, die unter anderem wegen der Nähe der Landesuniversität Ingolstadt nahezu bedeutungslos geworden war und die der Fürstbischof durch tüchtige Lehrer wie Vitus Amerpachius aufwerten und reformieren wollte. Als aber Amperpachius im darauf folgenden Jahr eine Professur in Ingolstadt angeboten bekam, gab er seine Stellung in Eichstätt umgehend auf. An der Universität Ingolstadt las er über aristotelische Philosophie und Rhetorik. Bald genoss er einen weit verbreiteten Ruf als Horaz- und Cicerokommentator, versuchte sich selbst als Dichter in lateinischer Sprache. Während seiner langjährigen Lehrtätigkeit in Ingolstadt trat er für eine Gleichberechtigung der philosophischen zu den übrigen Fakultäten ein.
Er wurde im Ingolstädter Münster beigesetzt.

## Werke
- Oratio de doctoratu Philosophico. In: V. Rotmar, Tomus I orationum Ingolstadiensium. Ingolstadt 1571, Blatt 351 f.;
- Drei Briefe Amerbachs an Julius Pflug 1548/49. In: Ch. G. Müller, Epistolae P. Mosellani etc. … ad Julium Pflugium …1802, Seite 119–125;
- Neulat. Gedichte. In: Deliciae Poetarum Germanorum, 4 Bde., Frankfurt Main 1612; Einige lateinische Gedichte/Sprüche Amerbachs
- Quatuor libri de anima, 4 Bücher, 1542 (Gegenschrift zu Philipp Melanchthons Commentarius de anima, 1540).

Ausführliches Verzeichnis in: 
- Wetzer und Welte’s Kirchenlexikon oder Encyklopädie der katholischen Theologie und ihrer Hülfswissenschaften. 2. Auflage, Band I, 1882, Sp. 709–711.
- Christian Gottlieb Jöcher: Allgemeines Gelehrten-Lexikon. Band 1, 1750, Sp. 341.
- Johann Christoph Adelung: Fortsetzung und Ergänzungen zu Christian Gottlieb Jöchers Allgemeinem Gelehrten-Lexico. Band 1, 1784, Sp. 722.